# OSSA Explorer
La OSSA Explorer è un motociclo tuttoterreno prodotto dalla casa OSSA.

## Descrizione
La moto (il cui nome riprende quello di un modello degli anni settanta) è una versione stradale della OSSA TR, per garantirne uso più pratico nell'uso quotidiano.
Le soluzioni adottate sono in linea con la TR, ma si differenzia per le dimensioni dei organi, mentre la disposizione rimane quasi invariata, infatti la maggiore differenza è la sella, la quale garantisce una seduta molto più alta.